# Поділ (політика)

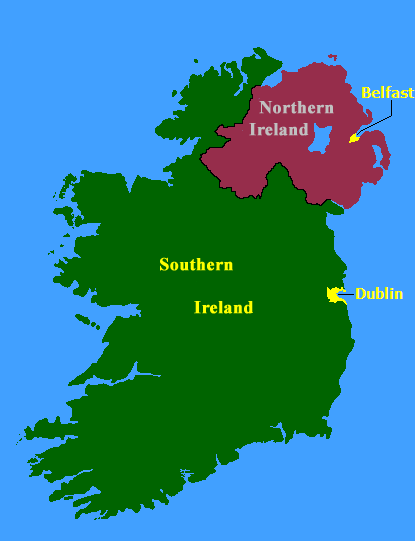
Острів Ірландія після поділу між переважно ірландською націоналістичною Південною Ірландією (сьогодні Республіка Ірландія) та Північною Ірландією з ірландськими юніоністами (сьогодні частина Сполученого Королівства Великої Британії та Північної Ірландії).

У політиці поділ — зміна політичних кордонів, що перетинають принаймні одну територію, що утворює єдине адміністративно-політичне ціле та яку якась спільнота вважає батьківщиною.

## Історія
Брендан О'Лірі розрізняє поділ від сецесії, які відбуваються в межах існуючих визнаних політичних одиниць.
Для Арі Дубнова та Лаури Робсон поділ — це фізичний поділ території за етно-релігійними ознаками на окремі національні держави. Вони розміщують поділ у контексті розбудови миру після Першої світової війни та «нових розмов навколо етнічної приналежності, національності та громадянства», які виникли після неї. Повоєнні угоди, такі як система мандатів Ліги Націй, просували «нову політичну мову етнічного сепаратизму як центрального аспекту національного самовизначення, одночасно захищаючи і маскуючи тяглість і навіть розширення французької і, особливо, британської імперської влади».
У той час як Ранабір Самаддар визначає розпад Австро-Угорщини як приклад поділу внаслідок конкуруючих національних амбіцій, він погоджується, що поділ набув популярності після Першої світової війни, зокрема з поділом Османської імперії. До цього моменту він стверджує, що основним виправданням пропозицій про кордон стала етнічна приналежність.
Після Другої світової війни Дубнов і Робсон стверджують, що поділ перетворився з «імперської тактики на організаційний принцип світової дипломатії».
Вчені тісно пов'язують поділ із насильством. Відстежуючи прецедент поділу Ірландії у переселенні населення на території колишньої Османської імперії та створенні національних «більшостей» і «меншин», Дубнов і Робсон підкреслюють, що розділи після Ірландії містили пропозиції передати «незручне населення на додаток до насильницького територіального поділу в окремі держави», що, як вони зазначають, мало насильницькі наслідки для місцевих акторів, на яких було покладено завдання «вирізати фізично окремі політичні одиниці на місцях і зробити їх етнічно однорідними».
Т. Г. Фрейзер зазначає, що Велика Британія запропонувала поділ як в Ірландії, так і в Палестині як метод вирішення конфлікту між конкуруючими національними групами, але в жодному випадку це не поклало край насильству між громадами. Швидше, стверджує Фрейзер, поділ лише надав цим конфліктам «новий вимір».
Аналогічно, А. Дірк Мозес стверджує, що поділ «не стільки вирішує проблеми меншин, скільки розкладає їх по різних контейнерах, оскільки проблеми меншин знову з'являються в розділених одиницях», відкидаючи те, що він називає «божественною картографією», яка прагне «акуратно нанести на карту народи, природно розміщені на їхніх батьківщинах», через ігнорування гетерогенної реальності ідентичності в реальному світі.

## Аргументи за
- історизм — поділ неминучий або вже триває
- останній засіб — цей поділ має здійснюватися, щоб уникнути найгірших наслідків (геноциду чи широкомасштабної етнічної чистки), якщо всі інші засоби не спрацюють
- витрати-вигоди — цей поділ пропонує кращі перспективи зменшення конфлікту, ніж якщо існуючі кордони не змінюватимуться
- краще завтра — цей поділ зменшить нинішнє насильство та конфлікт, а нові більш однорідні держави будуть більш стабільними
- суворий кінець — неоднорідність призводить до проблем, тому однорідні держави мають бути метою будь-якої політики[1]

## Аргументи проти
- національна територіальна єдність буде втрачена
- двонаціоналізм і багатонаціоналізм не є небажаними
- неможливість справедливого розділу
- важко вирішити, як буде проведено новий кордон(и).
- ймовірність безладів і насильства
- само поділ не призводить до бажаної гомогенізації
- питання безпеки, що виникають в межах кордонів нових держав[1]

Деніел Познер стверджував, що поділ різноманітних спільнот на однорідні спільноти навряд чи вирішить проблеми спільного конфлікту, оскільки зміни кордонів змінять стимули акторів і породять нові розколи. Наприклад, у той час як мусульманський та індуїстський розкол міг бути найбільш помітним серед руху за незалежність Індії, створення релігійно однорідної індуїстської держави (Індія) та релігійно однорідної мусульманської держави (Пакистан) призвело до нових соціальних розколів за іншими ознаками, ніж релігія, в обох цих державах. Познер пише, що відносно однорідні країни можуть бути більш схильні до насильства, ніж країни з великою кількістю однакових етнічних груп.

## Приклади
Примітні приклади: (Див. Категорія: Розділ)
- Колоніальний розподіл Африки (боротьба за Африку), між 1881 і 1914 роками згідно з Генеральним актом Берлінської конференції.
- Неодноразовий поділ Римської імперії на Східну Римську імперію та Західну Римську імперію після кризи ІІІ століття.
- Розділ Пруссії за Другим Торнським миром у 1466 році створив Королівську Пруссію, а в 1525 році — Прусське герцогство.
- Поділ Каталонії за Піренейським договором 1659 року: північні каталонські території (Руссільйон) Іспанія передала Франції.
- 1667 року Андрусівським договором було розділено територію Війська Запорізького між Московським царством та Річчю Посполитою.
- У Версальському договорі (1757) Франція погодилася на поділ Пруссії.
- Три поділи Речі Посполитої у 1772, 1793 та 1795 роках, які призвели до повного знищення Речі Посполитої.
- Три поділи Люксембургу, останній з яких відбувся у 1839 році, розділили Люксембург між Францією, Пруссією, Бельгією та незалежним Великим Герцогством Люксембург.
- Розділ американського штату Вірджинія 1863 року після того, як Вірджинія приєдналася до Конфедерації під час Громадянської війни в США, 50 північно-західних графств знову приєдналися до Союзу як штат Західна Вірджинія[11][12].
- Перший поділ Бенгалії 1905 року та Другий поділ Бенгалії 1947 р. на Східну Бенгалію та Західну Бенгалію.
- Бухарестський мирний договір 1913 року розділив регіон Македонії між Сербією (нині Північна Македонія), Грецією та Болгарією.
- Поділ Тіролю за Лондонським пактом 1915 року, ратифікованим під час Першої світової війни.
- Німецька окупація Чехословаччини: згідно з Мюнхенською угодою 1938 року Судетська область була передана нацистській Німеччині, і країна пізніше була розділена на керований Німеччиною Протекторат Богемії та Моравії і номінально незалежну Словацьку Республіку; пізніше возз'єднана наприкінці Другої світової війни.
- Розділ Німецької імперії у 1919 році за Версальським договором.
- Поділ Пруссії у 1919 році[13].
- Розділ Османської імперії
- Поділ Австро-Угорської імперії за Сен-Жерменським та Тріанонським мирним договором.
- Поділ Ірландії у 1920 році на Північну та Південну Ірландію
  - Цей поділ був здійснений лише частково, оскільки після Війни за незалежність Ірландії Південна Ірландія стала Ірландською вільною державою.
- Карська угода 1921 року, яка розділила Османську Вірменію між Туреччиною та Радянським Союзом (Західна і Східна Вірменія).
- Розділ окупованої союзниками Німеччини та Берліна після Другої світової війни
  - План Моргентау передбачав створення незалежних держав у Північній та Південній Німеччині, міжнародної зони в Рурській області та передачу спірних прикордонних територій Франції та Польщі.
  - Фактичне післявоєнне врегулювання створило Західну і Східну Німеччину і включало анексію колишніх східних територій Німеччини Польщею і Радянським Союзом. Пізніше, наприкінці холодної війни, Східна та Західна Німеччина були об'єднані.
  - Розділ[14] Східної Пруссії[15] між Польщею та Радянським Союзом[16].
- Поділ Кореї у 1945 році на американську та радянську зони окупації.
  - Поділ Кореї в 1953 році між Північною та Південною Кореєю після Корейської війни.
- План ООН з поділу Британського мандату Палестини 1947 року так і не був повністю реалізований
  - Після закінчення британського мандату Давид Бен-Ґуріон оголосив про створення єврейської держави в невизначених кордонах
  - Палестинська війна 1948 року та угоди про перемир'я 1949 року призвели до того, що території запропонованої арабської держави за планом 1947 року були окуповані Ізраїлем, Трансйорданією та Єгиптом.
- Поділ Індії (колоніальної Британської Індії) у 1947 році на незалежні домініони (пізніше республіки) Індію та Пакистан (до складу якого входила сучасна Бангладеш).
- Розділ Китаю (див. 瓜分中國) під час Громадянської війни в Китаї в 1946—1950 роках розділив первісну територію Китайської Республіки на Китайську Народну Республіку в материковому Китаї і Республіку Китай на Тайвані та інших острівних групах.
- Поділ Пенджабу в 1966 році на штати Пенджаб, Хар'яна і Гімачал-Прадеш.
- Поділ В'єтнаму в 1954 році між Північним і Південним В'єтнамом за Женевською угодою після Першої Індокитайської війни. Пізніше возз'єднаний у 1976 році після війни у В'єтнамі.
- Поділ Кіпру в 1974 році (де-факто) на Кіпр з грецькою більшістю і Північний Кіпр з турецькою більшістю після турецького вторгнення на Кіпр.
- Гіпотетичний поділ канадської провінції Квебек.
- Розпад Югославії в 1990-х роках.
  - Незалежність Хорватії, Боснії і Герцеговини, Північної Македонії та Словенії від Югославії (вихід зі складу Сербії та Чорногорії).
  - Невдалий поділ Республіки Сербська Країна в Хорватії після хорватської війни за незалежність
  - Етнополітичний поділ Боснії і Герцеговини на два утворення — Республіку Сербську з сербською більшістю та Федерацію Боснії і Герцеговини з боснійсько-хорватською більшістю — після Боснійської війни.
- Поділ Чехословаччини в 1993 році на незалежні держави Чехію та Словаччину.
- Можливий розділ Косова після спірної незалежності (відділення від Сербії) 2008 року.
- Поділ Судану на два утворення 2011 року, Судан з мусульманською більшістю і Південний Судан з християнською більшістю.